# Hillingdon
Hillingdon

Vist i Greater London
| Status                | Bydel i London |
| Areal:                | 115,70 km²     |
| Befolkning:           | 256.546 (2002) |
| Befolkningstæthed:    | 2131 pr. km²   |
| ONS-kode:             | 00AS           |
| Adm. center:          | Uxbridge       |
| Adm. grevskab:        | Greater London |
| Ceremonielt grevskab: | Greater London |
|                       |                |
| Region:               | Greater London |
|                       |                |

Hillingdon (officielt: The London Borough of Hillingdon) er Londons vestligste bydel. Den blev oprettet i 1965 ved at kredsene Uxbridge, Hayes and Harlington, Ruislip-Northwood og Yiewsley and West Drayton i Middlesex blev slået sammen.
Brunel University og London Heathrow Airport ligger i bydelen.

## Steder i Hillingdon
- Cowley
- Eastcote
- Eastcote Village
- Hatton
- Harlington
- Hayes
- Hayes End
- Hayes Town
- Harefield
- Harmondsworth
- Hillingdon
- Ickenham
- Longford
- Newyears Green
- North Hillingdon
- Northwood
- Northwood Hills
- Ruislip
- Ruislip Common
- Ruislip Gardens
- Ruislip Manor
- Sipson
- South Harefield
- South Ruislip
- Uxbridge
- West Drayton
- Yeading
- Yiewsley

51°32′37″N 0°28′34″V / 51.5436°N 0.4761°V